# Paul Tisdale
Paul Robert Tisdale (La Valletta, 14 gennaio 1973) è un allenatore di calcio ed ex calciatore maltese, di ruolo centrocampista.

## Palmarès

### Allenatore

#### Competizioni regionali
- Western Football League: 1

Team Bath: 2002-2003
- Western Football League First Division: 1

Team Bath: 2000-2001